# 中子
中子（英語：Neutron）是一种电中性的粒子，具有略大於质子的质量。中子属于重子类，由两个下夸克、一个上夸克和用于在它们三者之间作用的胶子共同构成。夸克的靜質量只貢獻出大約1%中子質量，剩餘的中子質量主要源自於夸克的動能與綑綁夸克的膠子場的能量。绝大多数的原子核都由中子和质子组成（仅有氢-1例外，它仅由一个质子构成）。在原子核外，自由中子性质不稳定，平均壽命約877.75 秒。中子衰变时释放一个电子和一个反中微子而成为质子（β衰变）。同样的衰变过程在一些原子核中也存在。原子核中的中子和质子可以通过吸收和释放π介子互相转换。中子是由剑桥大学卡文迪许实验室的英国物理学家詹姆斯·查德威克于1932年发现的。
以往曾經將中子列為基本粒子的一員。但現今在標準模型理論下，因為中子是由夸克組成，所以它是個複合粒子。
中子和其它常見的次原子粒子最大的分別在於中子因其下夸克和上夸克之電荷互相抵消，因此中子帶電中性。另它穿透性強，無法直接進行觀察，也令它在核轉變中成為非常重要的媒介物。這兩項因素使得它在次原子粒子發展歷史的較後期才被發現。
雖然组成物质的原子在正常情況下呈電中性，但原子比中子大十萬倍，是由帶負電的電子圍繞帶正電的原子核運行而形成的複雜系統。帶電粒子（如質子，電子，或離子）和電磁波（如伽瑪射線）都會在穿透物質時消耗能量，形式是將所穿透物質離子化。帶電粒子會因此而慢下來，電磁波则會被所穿透物質吸收。中子的情況截然不同，它只會在與原子核近距離接觸時受强相互作用或弱相互作用影響：結果一個自由中子在與原子核直接碰撞前不受任何外力影響。因為原子核太小，碰撞機會極少，因此自由中子會在一段極長的距離保持不變。
自由中子和原子核的碰撞是彈性碰撞，其遵循巨觀下兩小球彈性碰撞時的動量法則。當被碰撞的原子核很重時，原子核只會有很小的速度；但是，若是碰撞的對象是和中子質量差不多的質子，則質子和中子會以幾乎相同的速度飛出。這類的碰撞將會因為製造出的離子而被偵測到。
中子的電中性讓它不僅很難偵測，也很難被控制。電中性使得我們無法以電磁場來加速、減速或是束縛中子。自由中子僅對磁場有很微弱的作用（因為中子存在磁矩）。真正能有效控制中子的只有核作用力。我們唯一能控制自由中子運動的方式只是放置原子核堆在它們的運動路徑上，讓中子和原子核碰撞藉以吸收之。這種以中子撞擊原子核的反應在核反應中扮演重要角色，也是核子武器運作的原理。自由中子則可由核衰變、核反應或高能反應等中子源產生。
物理学中有专门的中子学、中子物理学。

## 發現
1920年，欧内斯特·卢瑟福首先提出了中子存在的可能性。卢瑟福假設，一種原子的原子量同其原子序數的差別可以用原子核中存在一種電中性粒子來解釋。他認爲，這種電中性的粒子是由一個電子環繞一個質子構成。
1920年代，當時物理學者公認的原子核模型是原子核由質子構成。但是，當時已經知道一種原子的原子核只帶有大概其原子量一半的正電荷。對這個現象的解釋是原子核中有一些電子，中和了質子的電荷。以氮-14核為例：當時認爲此原子核由14個質子和7個核外電子構成。因此，它應該帶7個正電荷，同時質量數為14。
隨後興起的量子力學指出，任何能量也無法把電子這樣輕的粒子束縛在像原子核這樣小的區域中。1930年，前蘇聯的維克托·安巴楚勉和迪米特裏·伊瓦年科發現原子核不可能只由質子和電子組成；有某種中性的粒子存在于原子核中。
1931年，德國物理學者瓦尔特·博特和赫伯特·貝克爾發現用釙的高能α粒子轟擊鈹、硼或鋰這些較輕的元素，會產生一種貫穿力極強的輻射。開始他們認爲這種輻射是伽馬射線。但是未知輻射比任何已知伽馬射線貫穿力都強，而且實驗結果很難用伽馬射線來解釋。1932年，伊雷娜·约里奥-居里和弗雷德里克·约里奥-居里在巴黎發現，如果用這種未知輻射照射石蠟和其他富含氫的化合物，就會釋放出高能質子。雖然這個結果同高能伽馬射線一致，但細緻的數據分析表明未知輻射是伽馬射線的假説越來越牽強。
1932年，英國物理學家詹姆斯·查德威克在劍橋大學進行了一系列的實驗，以α粒子轰击硼-10原子核得到氮-13原子核和一种新射线，證明伽馬射線假說站不住腳。他提出這種新輻射是一種質量近似於質子的中性粒子，並設計了實驗證實了他的理論。這種中性粒子被稱作中子。

### 原子核的中子-質子模型
在查德威克發現中子以前，流行的原子核模型為“質子-電子”模型。但這個模型存在很多的問題。比如，在氮氣（N2）的分子光譜中，偶數轉動能級的越遷要比奇數轉動能級的強烈，這説明偶數能級上的集居數比奇數能級的大。根據量子力學和泡利不相容原理，這意味著N-14核的自旋是約化普朗克常數ħ（普朗克常數除以2π）的整數倍。這個結果同質子-電子模型相悖。質子和電子的自旋皆為1⁄2ħ。如果一個氮核由14個質子同7個電子組成，無論怎樣組合也無法得到其自旋是ħ的整數倍。
中子-質子模型能夠很好地解決這個問題。從β衰變中，費米得出結論說中子的自旋也必須是±1⁄2ħ，否則該反應的角動量就不守恆。如果N-14核由三個中子-質子對加上一對自旋方向相同但不配對的中子和質子構成，其自旋恰恰為1ħ。這一理論很快被用到其它核素上。
另外，原子光譜中通常會有由原子核引起的超精細結構。這一結構不受電子的自旋影響。這也和質子-電子模型相矛盾。因爲如果原子核中有電子的話，電子的自旋反轉勢必會導致超精細結構的變化。最終人們意識到，除質子外，原子核中不存在電子，而存在一種中性的粒子，那就是中子。人們很快就接受了原子核是由质子和中子組成的。

## 性質

### 穩定性和β衰變

中子β衰變的費曼圖。經由一個W玻色子，中子衰變為一個質子，同時釋放出一個電子和一個反電子中微子。

中子由三個夸克構成。根據標准模型，爲了保持重子數守恆，中子唯一可能的衰變途徑是其中一個夸克通過弱相互作用改變其味。組成中子的三個夸克中，兩個是下夸克（電荷−1⁄3e），另外一個是上夸克（電荷+2⁄3e）。一個下夸克可以衰變成一個較輕的上夸克，并釋放出一個W玻色子。這樣中子可以衰變成質子，同時釋放出一個電子和一個反電子中微子。

#### 自由中子的衰變
自由中子不穩定，其平均壽命為881.5±1.5 秒（大概14分鐘42秒）。超冷中子實驗的新分析揭示了束流法和儲存法測量中子壽命的結果存在差異。 據此估計其半衰期為611.0±1.0 秒（大概10分鐘11秒）。中子的衰變可用以下方程描述：

n0
 → 
p+
 + 
e−
 + 
ν
e
根據中微子、質子和電子的質量，此反應的衰變能為0.782343 百萬電子伏特。如果此反應中中微子的動能忽略不計的話，已測得電子的最大能量為0.782±.013百萬電子伏特。這一實驗結果誤差太大，無法用於估計中微子的靜止質量。
有千分之一的自由中子會在生成質子、電子和中微子的同時，釋放出γ射綫：

n0
 → 
p+
 + 
e−
 + 
ν
e + 
γ

這種γ射綫是轫致辐射的結果。當反應中釋放出的電子在質子產生的電磁場中運動時，高速運動的電子驟然減速發出的輻射。有時原子核中束縛態的中子衰變時，也會產生γ射綫。
有極少量的自由中子（大概百萬分之四）會發生所謂的雙体衰變。在此反應中，電子在產生后未能獲得足夠的能量脫離質子（估計為13.6電子伏特），於是和質子生成一個中性的氫原子。反應的所有能量皆轉化為反電子中微子的動能。

#### 束縛態中子的衰變
不穩定原子核裏的中子可以像自由中子一樣衰變。但是，中子衰變的逆過程也可以發生，即逆β衰變。質子可以轉變為一個中子，同時放出一個正電子和一個電子中微子：

p+
 → 
n0
 + 
e+
 + 
ν
e
質子還可以通過電子俘獲轉變成一個中子，同時放出一個電子中微子：

p+
 + 
e−
 → 
n0
 + 
ν
e
理論上，核内中子俘獲正電子生成質子也是有可能的。但是，兩個因素對此過程不利。一方面原子核帶正電荷，因此同正電子同性相斥。另一方面正電子和電子相遇會發生湮滅。因此正電子俘獲事件的幾率很小。
因原子核内的中子受到其他因素的制約，穩定性和自由中子不盡相同。比如，如果核内一個中子衰變成質子，核内正電荷的斥力就會增大。這個斥力的勢能就變成中子衰變的一個勢壘。如果中子不能突破這個勢壘，它就無法衰變。這也可以解釋在自由狀態下穩定的質子有時會在束縛態中轉變為中子。

### 電偶極矩
標准模型預言中子具有微小但非零的電偶極矩。但是測量其數值所需的精度遠遠超過目前的實驗條件。標准模型不可能是對物理現實的最終和最完整的描述。超越標准模型的新理論得到的數值一般要比標准模型的大得多。目前，至少有四組實驗力圖測量中子的電偶極矩：
- 勞厄-朗之萬研究所（Institut Laue–Langevin）的低溫中子電偶極矩實驗（CryoEDM），在建[25]
- 保羅·謝若研究所（Paul Scherrer Institute）的中子電偶極矩實驗（nEDM），在建[26]
- 橡樹嶺國家實驗室散裂中子源（Spallation Neutron Source）的中子電偶極矩實驗（nEDM），擬建[27]
- 勞厄-朗之萬研究所的中子電偶極矩實驗（PNPI)[28]
- 預計在 PIK 反應器進行的 PNPI nEDM 實驗的靈敏度將達到每年 10−27 e⋅cm.[29]

### 磁矩
雖然中子是電中性粒子，但是中子具有微小但非零的磁矩。

### 反中子
反中子是中子的反粒子，是由布魯斯·考克（Bruce Cork）於1956年發現，比反質子的發現晚一年時間。CPT對稱理論對粒子和反粒子的性質有嚴格的限制，因此觀測中子-反中子可以對CPT對稱進行縝密的檢驗。中子和反中子質量差異約為(9±6)×10−5，僅為2σ，不足以證明CPT對稱破缺。有一個項目利用超冷中子尋找中子-反中子振盪。 

### 結構和電荷的幾何分佈
一篇2007年發表的文章進行了不依賴于模型的分析后作出結論，中子的外殼帶負電荷，中間層帶正電荷，而中心帶有負電荷。簡單的說，中子的電負性外殼同質子相互吸引。但是，在原子核中，質子和中子之間最主要的作用力為核力。這種力跟粒子是否帶電荷無關。

## 中子復合物

### 雙中子穩定對和四中子穩定核
法國國家科學研究中心核物理實驗室的弗朗西斯科-米高兒·馬科斯（Francisco-Miguel Marqués）帶領的研究團隊在觀察鈹-14核的裂變時，提出了四中子穩定核的假説。這一假説認爲，四個中子能形成一個穩定的原子核。現有理論認爲這種組合不穩定。後來的實驗工作未能重復馬科斯等人的發現。2016年2月，日本東京大學物理學者下浦享（Susumu SHIMOURA）等發表論文稱，他們首次在實驗中觀測到了四中子穩定核的存在。多名物理學者表示，如果這一工作得到證實，將是核物理學的重大發現，並加深我們對核力的理解。
此外，還有人認爲兩個中子也能形成一個穩定的對。斯皮尤等人稱在鈹-16的衰變中首次觀測到了雙中子穩定對。

### 0號元素和中子星
在極高溫度和壓力下，比如在大質量恆星的坍縮過程中，原子核中的質子可以和核外電子反應轉變為中子。最後的結果就是生成完全由中子構成的中子星。由於這種星體的巨大引力，有人提出其中的中子會被壓迫變形，成爲一種立方密堆積的結構，以獲得更高的堆積密度。

## 檢測
檢測帶電粒子的最常見方式是尋找其電離徑跡，比如説在云室中。但是這種檢測方式不能直接用于中子，因為它不帶電荷。如果中子和原子發生彈性碰撞，會產生觀察得到的電離徑跡。但這個實驗做起來並不容易。因此更常用的中子檢測是間接方式，比如中子俘獲和彈性散射。

### 中子俘獲
某些核素有很高的中子反應截面。它們在俘獲中子之後，會釋放出容易檢測的輻射，比如α粒子。常用於此目的的核素包括3
He
, 6
Li
, 10
B
, 233
U
, 235
U
, 237
Np
和239
Pu
。但中子反應截面一般同中子的能量有關。通常高能中子（快中子）的反應截面要低於低能中子（熱中子）。爲了增加反應截面，在檢測高能中子之前需要使中子減速。富含氫的化合物，比如聚乙烯，可以用作中子減速劑。但經過減速之後，中子的能量、到達時間以及入射角皆已不可測量。

### 彈性散射
中子可以和原子核發生彈性碰撞，使原子核在相反方向上發生運動。中子和原子核發生碰撞時，較輕的原子核能夠獲得更大的動能。用彈性散射來檢測中子的儀器稱爲快中子檢測器。受到正碰的原子核可以電離或撞擊其它物質，產生的電荷和閃爍光子可以很容易偵測到。快中子檢測器最主要的問題是如何區別入射輻射是γ射綫還是中子，因爲二者可以產生類似的結果。快中子檢測器不需要減速劑，因此可以測定中子的能量、到達時間以及入射角。

## 產生和中子源
自由中子因爲半衰期比較短（10分鐘11秒），因此只能現制現用。某些放射性衰變（比如自發裂變和中子發射）以及一些反應堆可以用于產生中子。某些核反應，比如用自然產生的α粒子轟擊一些核素（主要是輕元素，比如鈹和氘）引發的核裂變亦可產生中子。一些高能量核反應，比如高能宇宙射綫爆發和粒子加速器中用高能粒子轟擊靶子使其原子核發生分裂，也能產生中子流。一些小型加速器經過優化后專門用於產生中子，被稱作中子發生器。
在實驗室中，最常用的中子源是某些衰變時釋放中子的核素。比如鐦-252（半衰期為2.65年）的自發裂變，100個原子中有3個鐦原子核裂變時會釋放中子，每次裂變會平均產生3.7個中子。用α粒子轟擊鈹靶也可製造中子。一個較爲流行的系統由銻-124和金屬鈹構成。將金屬銻置於反應堆中以中子活化，銻-123（天然丰度為42.8%）便會轉化為銻-124，半衰期為60.9天。其優點是便於儲存和運輸。

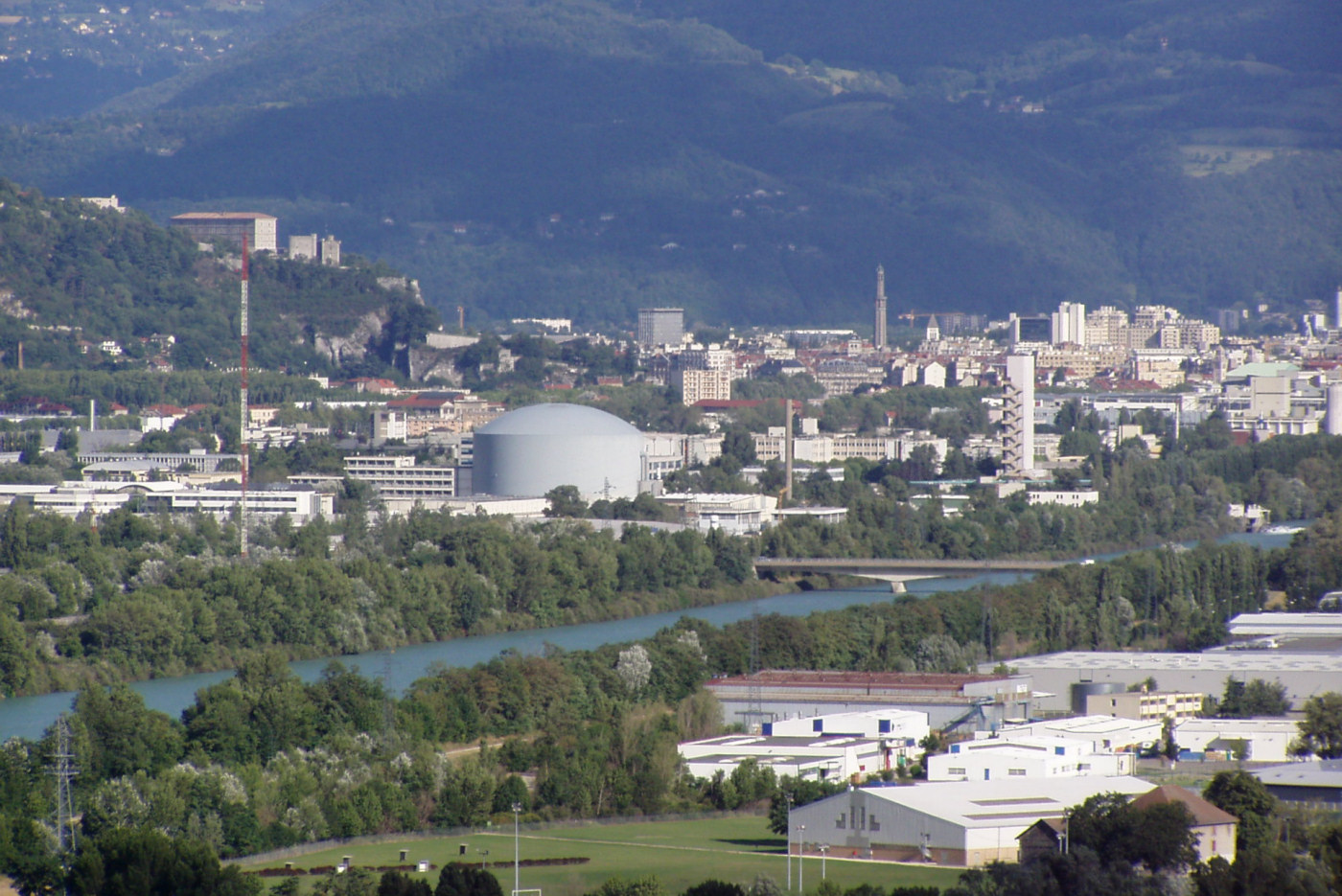
位于法國格勒诺布尔的勞厄-朗之萬研究所是世界上最重要的中子研究機構之一。

高能宇宙射綫轟擊大氣層的上層不停地產生中子，可以在地面上探測到。在火星表面大氣濃厚到一定程度的地方，由宇宙射綫產生的中子更多。這些中子不但在火星表面直接造成自上而下的輻射危害，還能夠經地表反射后形成自下而上的輻射。這是火星載人航天計劃不能不考慮的一個問題。
在核聚變反應堆中，自由中子是反應的副產品，但卻攜帶了巨大的動能。如果把這些動能轉化為人類可用的能源是一個重大的挑戰。這些自由中子還會製造出大量的中子激活產物，最後必須當作核廢料處理。

### 中子束和中子束的調製
自由中子束可以通過中子源產生。研究者們可以去特殊研究機構使用其研究反應堆或散裂中子源。比如美國橡樹嶺國家實驗室就擁有公衆可以申請使用的散裂中子源。
因爲其電中性，中子很難加速、減速、聚焦或偏轉。對帶電粒子可以用電場和磁場實現上述操作。但這些手段對中子影響不大。但因爲中子擁有微小但非零的磁矩，非均勻磁場可以起到一些控制作用。中子還可以通過減速、反射和速度選擇來來控制。如同光子的法拉第效應，熱中子通過磁性材料後可以被偏振化。通過使用磁鏡和磁性干涉濾鏡，可以製成極高偏振度（degree of polarization，中子波的偏振部分所佔有的百分比）、波長為6-7 Å的冷中子束。

## 用途
中子在很多核反應中扮演重要角色。比如，許多核素可以俘獲中子，生成活化產物。對於反應堆和核武器的設計來說，對中子的了解極為重要。鈾-235和鈈-239的裂變也是由中子引發的。在對凝聚態物質的分析中，中子和X射線的散射反應截面、對磁場的敏感程度和貫穿能力可以相互補充。
利用中空玻璃纖維的全反射或者表面帶有凹陷的鋁板的反射，可以制成中子透鏡。這種透鏡有可能可以用於中子顯微鏡和中子／ϒ射線斷層掃描照相。
中子的另一個主要用途是照射材料使之產生ϒ射線。這是中子活化分析的理論基礎。中子活化分析是一種高靈敏度的痕量分析方法。如果用高通量中子流（如核反應堆中，通量約為1011~1014n.cm−2.sec−1）約可檢測至0.1 ppb的濃度。加速器所生的低通量快中子也可檢測約1 ppm濃度。實際應用中，檢測靈敏度應隨實驗的條件以及被測核素而有所不同。中子活化分析還很少需要或不需要樣品製備環節，對於複雜物質的分析得心應手。最後，中子活化分析是一種“無損”分析法，可以做表面和微區分析，因此可以用來分析古董、藝術品以及法醫鑑定。這種分析方法是1936年由喬治‧德‧海韋西（George Hevesy）和希爾德‧李維（Hilde Levi）首創。瞬發中子活化分析具有快速、原位、不需要取樣等特點，可以用於打井時地下岩芯和工業傳送帶上物品的原位分析，並且是監測爆炸物, 尤其是非金屬類爆炸物的有效手段之一。
中子還可以用來檢測輕核的存在，比如水分子中的氫核。快中子和輕核碰撞時會損失大部分能量。通過測量被氫核減速後的中子，可以測定土壤中的含水量。

## 防護：慢化与屏蔽
自由中子可以給生物體造成重大的傷害。中子不但能夠對生物大分子（比如DNA）造成直接的損傷，還能夠引發次生輻射，比如質子和ϒ射線等。因此，輻射防護的基本原則也適用於中子的防護：應盡量避免暴露，盡量遠離中子源，縮短曝光時間。對於α射線、β射線和γ射線，重元素制成的材料通常可以屏蔽，最常用的是鉛板。但是，這對於中子並不奏效，因為元素對中子的吸收能力同其原子序數並沒有直接關係。
中子防护过程，需要注意中子和其他物质的相互作用主要是三种：
- 弹性散射：中子和其他原子发生了弹性碰撞，可失去一部分动量。因此，如果碰撞目标的质量很大（重原子核），那么中子将原速率反弹。如果碰撞目标与其质量相近（氢核），那么中子可完全停下来，动量完全传给碰撞目标（在电磁力作用下迅速减速）。弹性散射材料富含氢或其他低原子数核素的物质，如石蜡、石墨、混凝土、铍、聚乙烯等。富含氫核的材料（比如水）會影響到裂變反應堆裡的中子吸收。輕水（正常水分子）對中子親和力很高，因此輕水堆必須使用濃縮後的裂變材料。重水（氘代替水中的氫核的產物）对热中子的吸收截面是普通水的1/6500，所以可以用於使用非濃縮核材料（天然铀钍）的反應堆，比如坎杜反應堆（Canada Deuterium Uranium）。
- 非弹性散射：中子被其他原子核吸收成为一个复合核，短时间内又发出一个较低动能的中子，原子核进入激发态，随后发射多个伽马光子。当原子的第一激发能越低越容易发生非弹性散射。而重核的第一激发能低。
- 中子俘获：能量较低的中子被原子吸收后进入激发态，随后辐射 伽马射线或阿尔法粒子、贝塔粒子、质子等形式回到基态。镉、硼10的中子俘获能力强。铍的热中子俘获截面小（对中子的散射截面大），所以常用这种散射物质做核反应堆的结构材料，以减少中子的逃逸与损失。

所以中子防护的顺序是： 
- 中子能量高时，以非弹性散射为主，应该先用重元素快速消耗快中子的能量；对于几MeV以上的中子，可用含重核或中重核的材料，通过非弹性碰撞使其能量迅速降低
- 中子能量中等时，以弹性散射为主，应该用轻元素将中子慢化为热中子；用含氢材料进一步使其慢化。富含氫核的材料卻可以用來屏蔽中子。混凝土或者鑲嵌有石蠟層的混凝土比重元素能夠更好的防護中子。屏蔽快中子最有效的元素是氢，常用材料是含氢成分较多的水、石蜡等。
- 中子能量低时，以中子俘获为主，用镉、硼10等吸收中子。中子防护必然有次生伽马射线辐射。利用B10或Li6等吸收截面大的物质，可使中子能量因原子核反应转换成带电粒子的能量，中子则被它们吸收。屏蔽热中子用中子吸收截面大、俘获γ光子能量低的材料，如硼、锂及其化合物等。某些輕核素，比如鋰-6，可以吸收熱中子而不產生次生輻射。

中子的慢化过程，对于重核（A＞120）、中重核（40≤A≤120）——中子同核发生非弹性碰撞（散射），迅速降低能量；对于轻核（A＜40）——中子同核发生弹性碰撞（散射），减少能量。

## 溫度

### 高能中子
高能中子是加速器轟擊靶子或高能宇宙射線轟擊大氣層所產生的次生粒子。其能量比快中子高得多。动能大于10MeV。有的高能中子可以擁有數十焦耳的動能。它們具有極強的電離性能，比X射綫和質子更能造成細胞的損傷和死亡。

### 快中子
快中子是在核裂變反應中產生的自由中子，其動能20keV～10MeV (1.6×10−13 焦耳，1MeV對應的速度約為14000千米/秒，相當於光速的5％。它們被稱作快中子，以區別於熱中子和宇宙射線或者加速器中產生的高能中子。核反應中產生的中子符合麦克斯韦-玻尔兹曼分布，其能量在0到~14百萬電子伏特之間。鈾−235產生的中子平均能量為2百萬電子伏特，且超過一半的中子不是快中子。因此僅僅靠鈾−235裂變產生的中子無法引發增殖性材料（比如鈾−238和釷−232）的裂變。

輕水堆中的嬗變流程。

快中子可以通過減速變成熱中子。在核反應堆中，通常使用輕水、重水、或石墨來使中子減速。

### 中能中子
能量介於快中子和熱中子之間的中子稱為中能中子。這種中子的能量在100eV～20keV之間。中子俘獲和核裂變的中子反應截面在這個能量區間有個多共振峰。中能中子在快中子堆和熱中子反應堆中並不重要。但在減速不良的熱中子反應堆中，中能中子可能引發鏈式反應反應性的變化，使得反應的控制更加困難。
某些核燃料吸收中子後並不一定裂變，比如钚−239，這種性質可以用俘獲／裂變的比率來描述。因為俘獲事件不但浪費了一個中子，而且通常會生成熱中子或中能中子無法裂變的核。鈾−233是個例外。對任何能量的中子，鈾−233的俘獲／裂變比都很好。

### 慢中子
动能在0-1000eV

### 高超热中子
动能在1000～100000eV

### 超热中子
动能在0.025eV～100eV

### 熱中子
熱中子是符合麦克斯韦-玻尔兹曼分布並且其最可幾動能約為kT = 0.0253 [[電子伏特]] (4.0×10−21 [[焦耳]])的自由中子，對應這一動能的速率約為2.2千米/秒。這個速度也是對應於290K（攝氏17度）時麦克斯韦-玻尔兹曼分布下的最可幾速率。常溫下中子與介質的原子核發生若干次碰撞後，如果沒有被俘獲就會達到這個速率。熱中子通常有比快中子大得多的有效中子俘獲截面，也因此會更容易被原子核吸收，形成更重的、通常也不穩定的同位素。這個現像也被稱為中子活化。一些裂變反應堆借助於減速劑實現對快中子的減速，也稱為“熱中子化”。在快中子增殖堆中，快中子被直接利用，沒有減速的步驟。

### 冷中子
把熱中子冷卻到極低溫度即得到冷中子，比如液氫或液氘。這樣的冷中子源一般放置在研究反應堆或散裂中子源的減速劑裡。冷中子源對於中子散射試驗非常重要。冷中子的能量約5x10−5電子伏特至 0.025電子伏特之間。

核聚變反應速率同溫度一起急劇上升，達到峰值，然後漸漸回落。同其它有希望用於發電的核聚變反應相比，氘−氚（DT）反應速率在較低溫度（70 千電子伏特， 約8億K）達到峰值，而且高於另外的反應。

### 甚冷中子
动能在0.0001～0.0000001eV。可用於測量中子β衰變的不對稱性。

### 超冷中子
冷中子通過與溫度只有幾K的物質（比如固體氘或者超流體液氦）發生非彈性散射後可以得到超冷中子。其能量小於3x10−7eV。
有一個基於超流氦的超冷中子源項目，其實驗裝置中的超冷中子密度可以達到每cm3 1.3x104個中子。

## 核反应与中子

### 裂变中子
中子能量越大，轰击原子核的裂变物质量分布对称性越大。热中子引发U235或Pu239裂变，其裂变产物包括一较轻的原子核与一较重的核，具有不对称性，二者质量比是2∶3，轻的分裂物集中在质量数90～100之间，较重分裂物集中在质量数130～140之间。铀核裂变1s内它能产生1000代中子，每次裂变平均放出2.5个中子；1kg纯U235，约经过80代中子就可全部裂变完。
1947年钱三强在法国居里研究院发现慢中子轰击铀核也有三分裂、四分裂现象，主要是二分裂；三分裂与二分裂之比是0.003，四分裂与二分裂之比是0.0003。
核裂变产生的中子叫裂变中子或分裂中子。又细分为瞬发中子和缓发中子（延迟中子），核裂变产生的大部分的中子在分裂瞬间（10-12s内）放出，少数的则延迟放出。例如，U235、U233和Pu239裂变时，瞬发中子占99.2％，缓发中子占0.8％。缓发中子平均能量在1Mev以下。 统计显示，轰击U235，每次裂变放出的瞬发中子最多在2～3个之间，平均值为2.4个，释放的中子的能量平均为1.95MeV,中子能量谱峰值在0.8MeV附近，其中缓发中子的能量平均在300keV～500keV。14MeV的中子引发U235裂变，放出的瞬发中子平均数为4.4个。
锎252自发裂变也能产生大量的中子。是一种很好的中子源，其用途广泛。

### 聚變中子
氘−氚（DT）聚變反應產生能量較高的中子，動能為14.1百萬電子伏特，對應的速度相當於光速的17％。這些中子是快中子能量的近10倍。氘−氚反應也是最容易點火的反應之一。在氘核和氚核的動能達到14.1百萬電子伏特的千分之一時，該反應就幾乎達到峰值反應速率。
聚變中子可以有效的引發不可裂變的重元素（比如錒系元素）的裂變，並釋放出更多的中子。因此，有人提議用將來的托卡馬克氘−氚聚變反應堆來嬗變核廢料中的超鈾元素。散裂中子源也使用14.1百萬電子伏特的中子產生中子。
因為聚變中子不是引起裂變就是散裂，它難以被其它核吸收。氫彈核武器正是利用了這一特性。首先，聚變反應產生高能量中子。下一步，不可裂變材料（比如鈾-238）在這些中子的轟擊下發生裂變。這很顯然帶來了一些核安全和擴散上的問題：如果有人掌握了聚變反應，他們也許就可以用無法制造原子彈的核材料（比如貧化鈾和反應堆級鈈）制造熱核武器。
另外一些聚變反應產生的中子能量較低。比如氘−氘（DD）聚變有50％的幾率生成一個2.45百萬電子伏特的中子和一個氦-3核；還有50％的幾率生成氚核和一個質子。氘−氦−3（D-3He）聚變不生成中子。